# Megachile heriadiformis
Megachile heriadiformis är en biart som beskrevs av Smith 1853. Megachile heriadiformis ingår i släktet tapetserarbin, och familjen buksamlarbin. Inga underarter finns listade i Catalogue of Life.